# Claire Bouchet
Pour les articles homonymes, voir Bouchet.
Claire Bouchet, née le 9 janvier 1954 à Gap, est une femme politique française. Elle est députée des Hautes-Alpes de 2020 à 2022, en remplacement de Joël Giraud, nommé secrétaire d'État chargé de la Ruralité.

## Biographie
Âgée de 66 ans, attachée parlementaire, elle est retraitée de la fonction publique. Elle exerce successivement à la sous-préfecture de Briançon et au conseil général des Hautes-Alpes.
Élue locale, elle est première adjointe, puis maire divers gauche pendant 13 ans de La Motte-en-Champsaur, ainsi que présidente de l'Association des communes forestières des Hautes-Alpes.
Elle est députée du 27 août 2020 au 20 juin 2022 et rejoint le groupe La République en marche.